# Kosmos 1627
Kosmos 1627, sovjetski vojni navigacijski i komunikacijski satelit iz programa Kosmos. Vrste je Parus.
Lansiran je 1. veljače 1985. godine u 19:36 s kozmodroma Pljesecka, s mjesta 132/2. Lansiran je u nisku orbitu oko planeta Zemlje raketom nosačem Kosmos-3M 11K65M. Prema NASI, lansirno vozilo bio je modificirani SS-5 (SKean IRBM) uz gornji stupanj. Orbita mu je 957 km u perigeju i 1017 km u apogeju. Orbitne inklinacije je 82,92°. Spacetrackov kataloški broj je 15505. COSPARova oznaka je 1985-011-A. Zemlju obilazi u 104,85 minuta. Pri lansiranju bio je mase 810 kg. 
Iz misije je ostao još jedan dio koji je ostao kružiti u niskoj orbiti.

## Vanjske poveznice
- N2YO.com Search Satellite Database (engl.)
- Celes Trak SATCAT Format Documentation (engl.)
- Kunstman  Arhivirana inačica izvorne stranice od 12. kolovoza 2019. (Wayback Machine) Satellites in Orbit (engl.)